# Voice of Wilderness
Voice of Wilderness – drugi album zespołu Korpiklaani. Został wydany 1 lutego 2005 roku przez wytwórnię Napalm Records.

## Lista utworów
1. "Cottages and Saunas" - 3:16
2. "Journey Man" - 2:33
3. "Fields in Flames" - 3:52
4. "Pine Woods" - 4:25
5. "Spirit of the Forest" - 4:27
6. "Native Land" - 4:32
7. "Hunting Song" - 3:02
8. "Ryyppäjäiset" - 3:03
9. "Beer Beer" - 2:59
10. "Old Tale" - 5:39
11. "Kädet Siipinä" - 3:12

## Twórcy
- Jonne Järvelä - wokal prowadzący, yoik, gitara akustyczna, gitara elektryczna
- Jaakko "Hittavainen" Lemmetty - skrzypce, dudy, harmonijka ustna, jouhikko, torupill (Estoński odpowiednik dudy)
- Arto - bas elektryczny, bas akustyczny, gitara basowa bezprogowa, wokale
- Honka - gitary
- Ali - perkusja
- Kalle "Cane" Savijärvi - gitary, wokal
- Matti "Matson" Johansson - instrumenty perkusyjne, wokal

Gościnnie
- Virva Holtiton - kantele, wokal
- Katja Juhola - akordeon
- Frank - wokale
- Mäkkärä - wokale